# Камышное (озеро, Узункольский район)
Камышное (каз. Камышное) — озеро в Узункольском районе Костанайской области Казахстана. Находится в 11 км к северу от села Пресногорьковка и в 5 км к западу от села Белоглинка (Узункольский район).
По данным топографической съёмки 1959 года, площадь поверхности озера составляет 1,66 км². Наибольшая длина озера — 2,2 км, наибольшая ширина — 1,2 км. Длина береговой линии составляет 5,5 км, развитие береговой линии — 1,19. Озеро расположено на высоте 155,6 м над уровнем моря.